# Gammbåtlänningen
Gammbåtlänningen är en sjö i Umeå kommun i Västerbotten och ingår i Tavelån-Umeälvens kustområde. Sjön har en area på 0,132 kvadratkilometer och ligger 0,1 meter över havet.

## Delavrinningsområde
Gammbåtlänningen ingår i det delavrinningsområde (707540-172789) som SMHI kallar för Utloppet av Gammbåtlänningen. Medelhöjden är 7 meter över havet och ytan är 0,62 kvadratkilometer. Det finns inga avrinningsområden uppströms utan avrinningsområdet är högsta punkten. Avrinningsområdets utflöde mynnar i havet. Avrinningsområdet består mestadels av skog (79 procent). Avrinningsområdet har 0,13 kvadratkilometer vattenytor vilket ger det en sjöprocent på 21,2 procent.